# Симонян, Никита Павлович
Ники́та Па́влович Симоня́н (имя при рождении — Мкртич Погосович Симоня́н) (арм. Մկրտիչ Պողոսի Սիմոնյան); род. 12 октября 1926[…], Армавир, Северо-Кавказский край) — советский футболист, тренер; футбольный функционер, первый вице-президент РФС. Заслуженный работник физической культуры Российской Федерации (2019). Заслуженный мастер спорта СССР (1954). Заслуженный тренер РСФСР (1968). Заслуженный тренер СССР (1970).
Лучший бомбардир в истории московского «Спартака» — 160 голов, также является лучшим бомбардиром команды в матчах чемпионата страны — 133 гола.

## Биография

### Первые годы
Родился 12 октября 1926 года в Армавире. В 1930-е годы его семья переехала в Абхазию, где прошли юношеские годы Симоняна. При рождении он получил имя Мкртич, но друзья во дворе называли его Никита, как он позже стал известен. В детстве увлекался музыкой, обладал хорошим музыкальным слухом. Симонян с друзьями организовывал матчи между улицами и районами. Великая Отечественная война застала Симоняна и его семью в Сухуми. Вскоре он познакомился с игроком местного «Динамо» Шотой Ломинадзе, который и стал его первым тренером. В 1944 году Симонян играл за юношескую команду сухумского «Динамо», через год команда играла против московских «Крыльев Советов» и одержала две победы, а все голы в ворота москвичей забил Симонян. Именно эти матчи и открыли для него дорогу в большой футбол: тренеры «Крыльев» Владимир Горохов и Абрам Дангулов пригласили его перейти в команду.

### Карьера игрока

Симонян на марке Абхазии

В 1946 году Симонян, окончив среднюю школу, переехал в Москву и стал игроком «Крыльев Советов». Он жил у Владимира Горохова и его жены, которые, по словам Симоняна, стали его второй семьёй. Первый матч чемпионата Симоняну предстояло сыграть в Сухуми против минского «Динамо». Когда он прибыл в город, оказалось, что в его доме был обыск, а также был арестован его отец. Арест был организован властями Грузии, чтобы надавить на футболиста, пытаясь таким образом переманить Симоняна в тбилисское «Динамо». Провокация не сработала и Симонян продолжил выступать в «Крыльях Советов», где провёл три года. В 1948 году «Крылья Советов» заняли в первенстве последнее место, и команду было решено расформировать. Согласно решению ВЦСПС Симонян должен был продолжить карьеру в московском «Торпедо», куда его звал директор ЗИСа Иван Лихачёв, но Горохов и Дангулов пригласили его в «Спартак», который сами возглавили.
Переход Симоняна в «Спартак» совпал со временем возрождения команды, которая утратила лидирующие позиции в отечественном футболе. Именно в это время в команду пришли такие известные игроки, как Михаил Огоньков, Игорь Нетто, Анатолий Ильин, Анатолий Исаев, Анатолий Маслёнкин. В нападении Симонян образовал связку с опытными Николаем Дементьевым (во многом благодаря ему состоялось становление Симоняна как спартаковца) и с Сергеем Сальниковым. Вскоре Симонян сумел стать одним из лидеров команды и главным её бомбардиром, в первый же сезон он стал лучшим бомбардиром чемпионата СССР, забив 26 голов. Ещё более ударным для нападающего стал следующий сезон, когда он сумел забить 34 гола, что на долгие годы стало рекордом (лишь в 1985 году Олег Протасов забил 35 голов). За два сезона Никита сумел войти в число главных футбольных звёзд чемпионата, после чего получил предложение от Василия Сталина перейти в ВВС, но ответил отказом. В 1953 году Симонян в третий раз за карьеру стал лучшим бомбардиром чемпионата (совместно с Автандилом Гогоберидзе), забив 14 голов. С 1955 года Симонян являлся членом КПСС.
В 1954 году Симонян дебютировал в сборной СССР, в первом же матче дважды поразив ворота сборной Швеции (матч закончился со счётом 7:0). В составе сборной Симонян отправился на Олимпиаду 1956, где основу сборной составляли именно игроки «Спартака». Симонян вышел на поле лишь в финальном матче со сборной Югославии, но тем не менее получил свою золотую медаль (после матча он предложил забрать её молодому Эдуарду Стрельцову, пропустившему финал, но тот отказался). В 1958 году сборная СССР дебютировала на чемпионате мира, а капитаном команды был Никита Симонян, и именно он забил первый гол советской сборной, поразив ворота англичан. После окончания турнира нападающий завершил карьеру в сборной, проведя за неё в общей сложности 20 матчей и забив 10 голов.
В 1958 году «Спартак» одержал победу в Кубке СССР, одолев в финале «Торпедо», а единственный гол в ворота автозаводцев забил Симонян. В 1959 году его команда отправилась в турне по Южной Америке, после которой Никита принял решение завершить карьеру футболиста, на тот момент ему было 33 года. Всего за «Спартак» Симонян забил 160 голов (лучший бомбардир в истории клуба) и выиграл в общей сложности четыре чемпионата и два Кубка СССР.

### Карьера тренера
В конце 1959 года Николай Старостин сделал Симоняну предложение стать старшим тренером «Спартака», в котором продолжали выступать многие бывшие партнёры нападающего, и тот согласился. Первый сезон под руководством Симоняна «Спартак» завершил лишь на седьмом месте, а через год с большим трудом завоевал бронзовые медали, после чего положение молодого тренера значительно пошатнулось. Но в 1962 году «Спартак» сумел завоевать золотые медали, а Симоняну удалось влить в состав команды многих молодых игроков, среди которых были Галимзян Хусаинов, Владимир Маслаченко, Юрий Севидов, Геннадий Логофет и многие другие. В следующем году «Спартак» закончил сезон на втором месте, а затем и вовсе откатился в середину турнирной таблицы. Но в 1963 и 1965 годах подопечные Симоняна выиграли два Кубка СССР.
В 1963 году окончил ГЦОЛИФК.
В 1965 году Никите Павловичу пришлось оставить пост после того, как игрок его команды Юрий Севидов на автомобиле насмерть сбил известного учёного Дмитрия Рябчикова на пешеходном переходе. После этого инцидента в отставку было отправлено всё руководство «Спартака» за упущения в воспитательной работе.
В конце июля 1967 году Симонян вновь возглавил «Спартак» и сначала привёл его к серебряным медалям первенства, а в 1969 году второй раз в карьере привёл команду к чемпионскому титулу. Однако после этого в игре команды снова наступил спад и она не смогла бороться за медали. Последним успехом Симоняна в «Спартаке» стала победа в Кубке СССР в 1971 году (в следующем году команда вновь дошла до финала Кубка, но уступила «Торпедо»). После этого Симонян оставил тренерский пост в «Спартаке».
Продолжил тренерскую карьеру Симонян в ереванском «Арарате». Под его руководством клуб добился высшего достижения в советской истории, в 1973 году выиграв «золотой дубль», став в первый и единственный раз чемпионом СССР, а в финале Кубка со счётом 2:1 обыграв киевское «Динамо». В следующем сезоне «Арарат» откатился на пятое место, Симонян покинул команду и получил работу в Управлении футбола Спорткомитета СССР.
В 1977 году Симонян возобновил тренерскую карьеру, возглавив сборную СССР, но положительных результатов добиться не сумел и в 1979 году оставил пост. После этого тренировал одесский «Черноморец» (с 1980 по 1981 годы) и «Арарат» (с 1984 по 1985 годы), но также не добившись успеха, завершил тренерскую карьеру.

### Карьера функционера

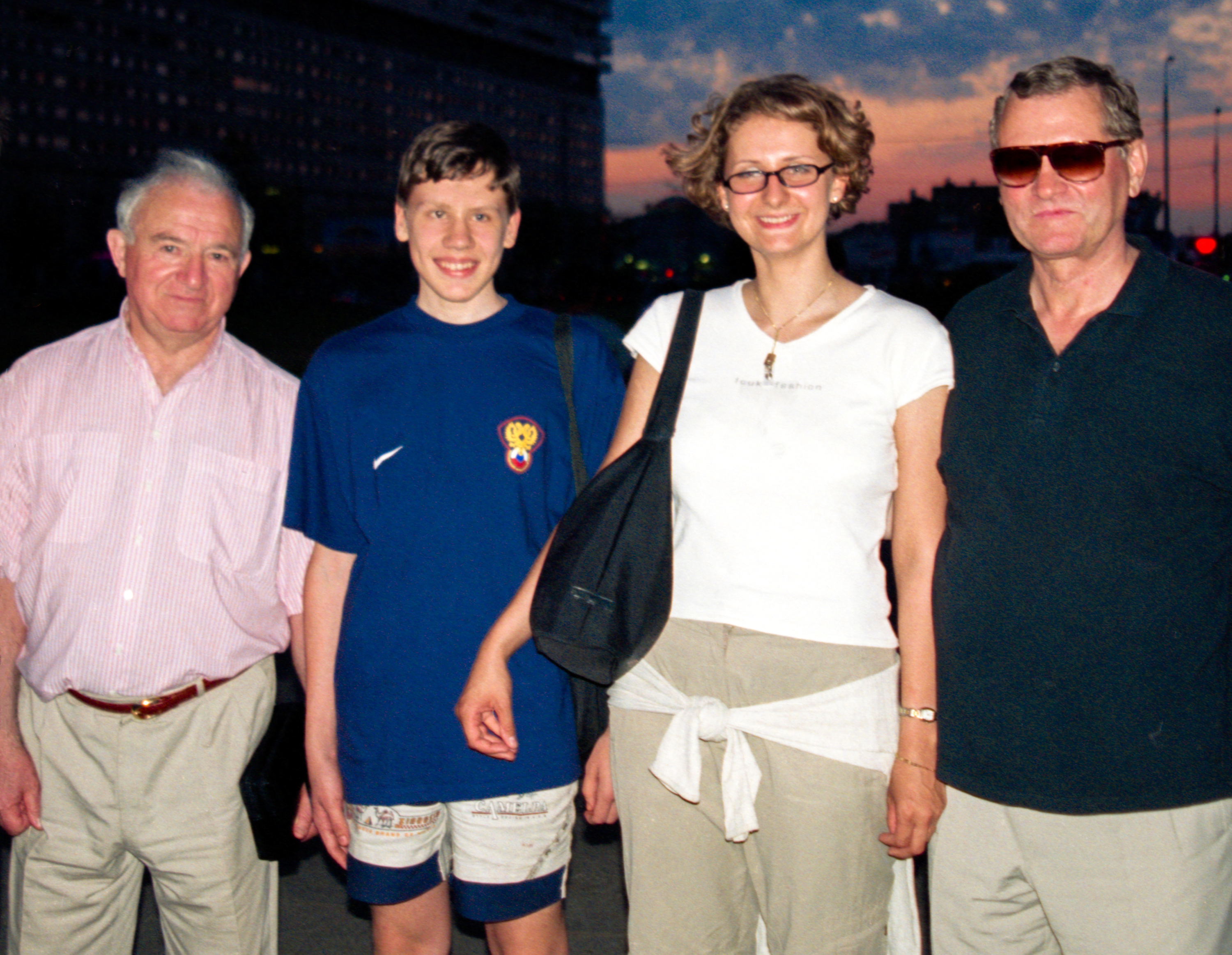
Н. П. Симонян с Д. Л. Медведевым, В. В. Понедельником и его дочерью Анастасией, июль 1999 года

Затем перешёл на административную работу. С 1986 по 1990 годы занимал пост начальника сборной СССР. В 1990 году был назначен первым заместителем председателя Федерации футбола СССР, а с сентября 1992 года является первым вице-президентом РФС. Трижды (в 2009—2010, в 2012 и 2015 годах) являлся исполняющим обязанности президента РФС. 1 декабря 2017 года принял участие в финальной жеребьёвке чемпионата мира по футболу 2018 года в качестве одного из ассистентов ведущего.
С конца 2010-х годов — последний остающийся в живых олимпийский чемпион 1956 года по футболу. Один из старейших ныне живущих олимпийских чемпионов в мире.

## Клубная статистика
| Выступление             | Выступление      | Выступление      | Лига | Лига | Кубок | Кубок | Суперкубок | Суперкубок | Еврокубки | Еврокубки | Итого | Итого |
| Клуб                    | Лига             | Сезон            | Игры | Голы | Игры  | Голы  | Игры       | Голы       | Игры      | Голы      | Игры  | Голы  |
| ----------------------- | ---------------- | ---------------- | ---- | ---- | ----- | ----- | ---------- | ---------- | --------- | --------- | ----- | ----- |
| Крылья Советов (Москва) | Первая группа    | 1946             | 20   | 3    | 2     | 1     | 0          | 0          | 0         | 0         | 22    | 4     |
| Крылья Советов (Москва) | Первая группа    | 1947             | 22   | 3    | 1     | 0     | 0          | 0          | 0         | 0         | 23    | 3     |
| Крылья Советов (Москва) | Первая группа    | 1948             | 10   | 3    | 1     | 0     | 0          | 0          | 0         | 0         | 11    | 3     |
| Крылья Советов (Москва) | Итого            | Итого            | 52   | 9    | 4     | 1     | 0          | 0          | 0         | 0         | 56    | 10    |
| Спартак (Москва)        | Класс «А»        | 1949             | 31   | 26   | 5     | 5     | 0          | 0          | 0         | 0         | 36    | 31    |
| Спартак (Москва)        | Класс «А»        | 1950             | 36   | 34   | 4     | 5     | 0          | 0          | 0         | 0         | 40    | 39    |
| Спартак (Москва)        | Класс «А»        | 1951             | 25   | 10   | 5     | 5     | 0          | 0          | 0         | 0         | 30    | 15    |
| Спартак (Москва)        | Класс «А»        | 1952             | 13   | 5    | 4     | 5     | 0          | 0          | 0         | 0         | 17    | 10    |
| Спартак (Москва)        | Класс «А»        | 1953             | 18   | 15   | 2     | 1     | 0          | 0          | 0         | 0         | 20    | 16    |
| Спартак (Москва)        | Класс «А»        | 1954             | 16   | 5    | 1     | 0     | 0          | 0          | 0         | 0         | 17    | 5     |
| Спартак (Москва)        | Класс «А»        | 1955             | 5    | 1    | 0     | 0     | 0          | 0          | 0         | 0         | 5     | 1     |
| Спартак (Москва)        | Класс «А»        | 1956             | 20   | 16   | 0     | 0     | 0          | 0          | 0         | 0         | 20    | 16    |
| Спартак (Москва)        | Класс «А»        | 1957             | 18   | 12   | 4     | 2     | 0          | 0          | 0         | 0         | 22    | 14    |
| Спартак (Москва)        | Класс «А»        | 1958             | 22   | 10   | 4     | 2     | 0          | 0          | 0         | 0         | 26    | 12    |
| Спартак (Москва)        | Класс «А»        | 1959             | 10   | 1    | 1     | 0     | 0          | 0          | 0         | 0         | 11    | 1     |
| Спартак (Москва)        | Итого            | Итого            | 214  | 135  | 30    | 25    | 0          | 0          | 0         | 0         | 244   | 160   |
| Всего за карьеру        | Всего за карьеру | Всего за карьеру | 266  | 144  | 34    | 26    | 0          | 0          | 0         | 0         | 300   | 170   |

## Тренерская статистика
| «Спартак» (Москва)    | Союз Советских Социалистических Республик | 1 января 1960 | 31 декабря 1965 | 217 | 112 | 52  | 53  | 51,61 |
| «Спартак» (Москва)    | Союз Советских Социалистических Республик | 1 июля 1967   | 31 декабря 1972 | 221 | 101 | 70  | 50  | 45,70 |
| «Арарат»              | Союз Советских Социалистических Республик | 1 января 1973 | 31 декабря 1974 | 79  | 44  | 19  | 16  | 55,70 |
| Сборная СССР          | Союз Советских Социалистических Республик | 20 марта 1977 | 4 июля 1979     | 27  | 18  | 4   | 5   | 66,67 |
| «Черноморец» (Одесса) | Союз Советских Социалистических Республик | 1 января 1980 | 31 декабря 1981 | 79  | 29  | 21  | 29  | 36,71 |
| «Арарат»              | Союз Советских Социалистических Республик | 1 января 1984 | 31 мая 1985     | 46  | 18  | 13  | 15  | 39,13 |
| Всего                 | Всего                                     | Всего         | Всего           | 669 | 322 | 179 | 168 | 48,13 |

## Игровые достижения

### Командные
Спартак (Москва)
- Чемпион СССР: 1952, 1953, 1956, 1958
- Обладатель Кубка СССР: 1950, 1958

Сборная СССР
- Олимпийский чемпион: 1956

Сборная Москвы
- Победитель Спартакиады народов СССР: 1956

### Личные
- Лучший бомбардир чемпионата СССР: 1949 (26 голов), 1950 (34 гола), 1953 (14 голов)
- Член Клуба Григория Федотова (183 гола — «Футбол», 181 гол — «Советский спорт»)
- В списках 33 лучших футболистов СССР: № 1 (1949, 1953), № 2 (1950, 1956, 1957, 1958), № 3 (1951, 1952)
- Лучший бомбардир в истории «Спартака»: 160 голов

## Тренерские достижения
Спартак (Москва)
- Чемпион СССР: 1962, 1969←(присвоено звание «Заслуженный тренер СССР»).
- Обладатель Кубка СССР: 1963, 1965, 1971

Арарат
- Чемпион СССР: 1973
- Обладатель Кубка СССР: 1973

## Награды
- Орден «За заслуги перед Отечеством» III степени (26 апреля 2000 года) — за большой вклад в возрождение и становление физкультурно-спортивного общества «Спартак»[8].
- Орден «За заслуги перед Отечеством» IV степени (23 сентября 2011 года) — за большой вклад в становление и развитие отечественного футбола[9].
- Орден Дружбы (19 апреля 1995 года) — за заслуги в развитии физической культуры и спорта и большой личный вклад в возрождение и становление спортивного общества «Спартак»[10].
- Орден Почёта (21 марта 2011 года, Армения) — за деятельность, направленную на укрепление армяно-российской дружбы, а также значительный вклад в развитие армянского футбола и значительные достижения, многолетнюю эффективную работу на футбольной арене[11].
- Орден «За заслуги перед Отечеством» I степени (8 июля 2019 года, Армения) — за выдающиеся заслуги перед армянским футболом и выдающиеся достижения[12].
- Медаль «За заслуги перед Отечеством» I степени (10 октября 2013 года, Армения) — за значительный вклад в развитие армянского футбола и блестящие достижения[13].
- Медаль Мовсеса Хоренаци (Армения).
- Орден «Честь и слава» II степени (2022 год, Абхазия)[14].
- Орден Трудового Красного Знамени (27.04.1957) — за успехи, достигнутые в деле развития массового физкультурного движения в стране, повышения мастерства советских спортсменов, и успешное выступление на международных соревнованиях.
- Орден «Знак Почёта» (1971 год).
- Олимпийский орден МОК.
- Орден ФИФА «За заслуги».
- Заслуженный работник физической культуры Российской Федерации (2019 год)[15].
- Благодарность Президента Российской Федерации (4 сентября 1997 года) — за большие достижения в развитии спорта и в связи со 100-летием отечественного футбола[16].
- Благодарность Президента Российской Федерации (15 октября 2001 года) — за большой вклад в развитие отечественного футбола[17].
- Благодарность Президента Российской Федерации (16 октября 2006 года) — за большой вклад в развитие физической культуры и спорта[18].
- 26 ноября 2015 года решением городской думы присвоено звание «Почётный гражданин г. Армавира»[19].
- 24 января 2020 года имя Н. П. Симоняна было присвоено стадиону в Армавире (Краснодарский край)[20][21].
- «Золотой крест» Союза армян России — в связи с 80-летием и за большой вклад в укрепление и развитие дружественных отношений между Российской Федерацией и Республикой Арменией[22].

## Киновоплощения
- Александр Кологрив — «В созвездии Стрельца», 2018 год.
- Арам Вардеванян — «Лев Яшин. Вратарь моей мечты», 2019 год.

## Семья
Отец — Погос Мкртычевич Симонян (1890—1969).
Мать — Варсеник Акоповна Симонян (1900—1987).
Супруга — Людмила Григорьевна Новикова, врач-дефектолог.
Дочь — Виктория Никитична Симонян, врач-стоматолог.
Внуки — Григорий, Никита, Иван.